# 総合海洋政策本部
総合海洋政策本部（そうごうかいようせいさくほんぶ）は、日本の行政機関の一つである。2007年（平成19年）に成立した海洋基本法に基づき、内閣総理大臣を本部長として海洋に関する施策を集中的かつ総合的に推進する機関として、日本の内閣に設置された。事務局（総合海洋政策推進事務局）は内閣官房に設置されていたが、2017年4月に内閣府へ移管された。

## 総合海洋政策本部の概要
総合海洋政策本部は、海洋基本法第29条においてその設置を定められ、第30条でその事務、第31条、32条、33条、34条において本部長、副本部長以下構成員について規定されている。
- 海洋基本計画の案の作成及び実施の推進に関する事務
- 関係行政機関が海洋基本計画に基づいて実施する施策の総合調整に関する事務
- その他、海洋に関する重要施策の企画、立案、総合調整に関する事務

## 構成員

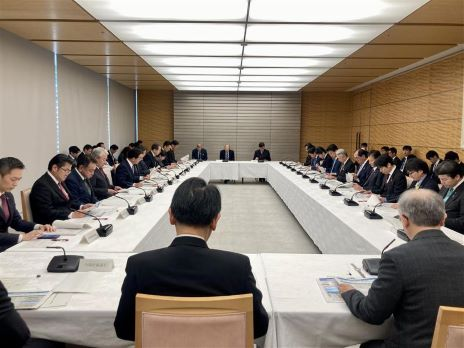
第21回総合海洋政策本部会合（2023年12月）

- 本部長
内閣総理大臣：石破茂
- 副本部長
内閣官房長官：林芳正
海洋政策担当大臣：坂井学
- 本部員
本部長および副本部長以外の全ての国務大臣

## 歴代本部長
本部長には内閣総理大臣が就くため、歴代の本部長については「内閣総理大臣の一覧」を参照。

## 歴代の副本部長
副本部長は複数名が置かれる。副本部長のうち1人は内閣官房長官が就くため、歴代の副本部長については「歴代の内閣官房長官」を参照。副本部長のもう1人は「内閣総理大臣の命を受けて、海洋に関する施策の集中的かつ総合的な推進に関し内閣総理大臣を助けることをその職務とする国務大臣」（海洋基本法第33条）が就くことになっており、具体的には下記の表のとおりである。
| 代 | 氏名 | 氏名 | 内閣 | 内閣 | 就任日 | 退任日 | 党派 | 備考 |
| 国務大臣（海洋に関する施策を集中的かつ総合的に推進するため 企画立案及び行政各部の所管する事務の調整担当）             | 国務大臣（海洋に関する施策を集中的かつ総合的に推進するため 企画立案及び行政各部の所管する事務の調整担当） | 国務大臣（海洋に関する施策を集中的かつ総合的に推進するため 企画立案及び行政各部の所管する事務の調整担当） | 国務大臣（海洋に関する施策を集中的かつ総合的に推進するため 企画立案及び行政各部の所管する事務の調整担当） | 国務大臣（海洋に関する施策を集中的かつ総合的に推進するため 企画立案及び行政各部の所管する事務の調整担当） | 国務大臣（海洋に関する施策を集中的かつ総合的に推進するため 企画立案及び行政各部の所管する事務の調整担当） | 国務大臣（海洋に関する施策を集中的かつ総合的に推進するため 企画立案及び行政各部の所管する事務の調整担当） | 国務大臣（海洋に関する施策を集中的かつ総合的に推進するため 企画立案及び行政各部の所管する事務の調整担当） | 国務大臣（海洋に関する施策を集中的かつ総合的に推進するため 企画立案及び行政各部の所管する事務の調整担当） |
| --- | --- | --- | --- | --- | --- | --- | --- | --- |
| - | | 冬柴鐵三                                                                                                  | 第1次安倍改造内閣                                                                                         | 第1次安倍改造内閣                                                                                         | 2007年7月3日                                                                                              | 2007年9月26日                                                                                             | 公明党 | |
| - | 福田康夫内閣                                                                                              | 福田康夫内閣                                                                                              | 2007年9月26日                                                                                             | 2008年8月2日                                                                                              | 再任 | | 公明党 | |
| - | | 谷垣禎一                                                                                                  | | 改造内閣                                                                                                  | 2008年8月2日                                                                                              | 2008年9月24日                                                                                             | 自由民主党                                                                                                | |
| 国土交通大臣 | | | | | | | | |
| - | | 中山成彬                                                                                                  | 麻生内閣                                                                                                  | 麻生内閣                                                                                                  | 2008年9月24日                                                                                             | 2008年9月28日                                                                                             | 自由民主党                                                                                                | |
| - | | 金子一義                                                                                                  | 麻生内閣                                                                                                  | 麻生内閣                                                                                                  | 2008年9月29日                                                                                             | 2009年9月16日                                                                                             | 自由民主党                                                                                                | |
| - | | 前原誠司                                                                                                  | 鳩山由紀夫内閣                                                                                            | 鳩山由紀夫内閣                                                                                            | 2009年9月16日                                                                                             | 2010年6月8日                                                                                              | 民主党 | |
| - | 菅直人内閣                                                                                                | 菅直人内閣                                                                                                | 2010年6月8日                                                                                              | 2010年9月17日                                                                                             | 再任 | | 民主党 | |
| 国務大臣（海洋に関する施策を集中的かつ総合的に推進するため 企画立案及び行政各部の所管する事務の調整担当）             | | | | | | | | |
| - | | 馬淵澄夫                                                                                                  | | 第1次改造内閣                                                                                             | 2010年9月17日                                                                                             | 2011年1月14日                                                                                             | 民主党 | |
| - | | 大畠章宏                                                                                                  | | 第2次改造内閣                                                                                             | 2011年1月14日                                                                                             | 2011年9月2日                                                                                              | 民主党 | |
| - | | 前田武志                                                                                                  | 野田内閣                                                                                                  | 野田内閣                                                                                                  | 2011年9月2日                                                                                              | 2012年6月4日                                                                                              | 民主党 | |
| - | | 前田武志                                                                                                  | 第1次改造内閣                                                                                             | 留任 | 2011年9月2日                                                                                              | 2012年6月4日                                                                                              | 民主党 | |
| - | | 羽田雄一郎                                                                                                | | 第2次改造内閣                                                                                             | 2012年6月4日                                                                                              | 2012年10月1日                                                                                             | 民主党 | |
| - | | 前原誠司                                                                                                  | | 第3次改造内閣                                                                                             | 2012年10月1日                                                                                             | 2012年12月26日                                                                                            | 民主党 | |
| 国務大臣（海洋及び領土問題に関する施策を集中的かつ総合的に 推進するため企画立案及び行政各部の所管する事務の調整担当） | | | | | | | | |
| - | | 山本一太                                                                                                  | 第2次安倍内閣                                                                                             | 第2次安倍内閣                                                                                             | 2012年12月26日                                                                                            | 2014年9月3日                                                                                              | 自由民主党                                                                                                | |
| - | | 小川惠里子                                                                                                | | 改造内閣                                                                                                  | 2014年9月3日                                                                                              | 2014年12月24日                                                                                            | 自由民主党                                                                                                | |
| - | 第3次安倍内閣                                                                                             | 第3次安倍内閣                                                                                             | 2014年12月24日                                                                                            | 2015年10月7日                                                                                             | 再任 | | 自由民主党                                                                                                | |
| - | | 島尻安伊子                                                                                                | | 第1次改造内閣                                                                                             | 2015年10月7日                                                                                             | 2016年8月3日                                                                                              | 自由民主党                                                                                                | |
| - | | 松本純 | | 第2次改造内閣                                                                                             | 2016年8月3日                                                                                              | 2017年4月1日                                                                                              | 自由民主党                                                                                                | |
| 内閣府特命担当大臣（海洋政策担当）                                                                                    | | | | | | | | |
| 1 | | 松本純 | | 第2次改造内閣                                                                                             | 2017年4月1日                                                                                              | 2017年8月3日                                                                                              | 自由民主党                                                                                                | |
| 2 | | 江﨑鐵磨                                                                                                  | | 第3次改造内閣                                                                                             | 2017年8月3日                                                                                              | 2017年11月1日                                                                                             | 自由民主党                                                                                                | |
| 3 | 第4次安倍内閣                                                                                             | 第4次安倍内閣                                                                                             | 2017年11月1日                                                                                             | 2018年2月27日                                                                                             | 再任 | | 自由民主党                                                                                                | |
| 4 | 第4次安倍内閣                                                                                             | 第4次安倍内閣                                                                                             | | 福井照 | 2018年2月27日                                                                                             | 2018年10月2日                                                                                             | 自由民主党                                                                                                | |
| 5 | | 宮腰光寛                                                                                                  | | 第1次改造内閣                                                                                             | 2018年10月2日                                                                                             | 2019年9月11日                                                                                             | 自由民主党                                                                                                | |
| 6 | | 衛藤晟一                                                                                                  | | 第2次改造内閣                                                                                             | 2019年9月11日                                                                                             | 2020年9月16日                                                                                             | 自由民主党                                                                                                | |
| 7 | | 小此木八郎                                                                                                | 菅義偉内閣                                                                                                | 菅義偉内閣                                                                                                | 2020年9月16日                                                                                             | 2021年6月25日                                                                                             | 自由民主党                                                                                                | |
| 8 | | 棚橋泰文                                                                                                  | 菅義偉内閣                                                                                                | 菅義偉内閣                                                                                                | 2021年6月25日                                                                                             | 2021年10月4日                                                                                             | 自由民主党                                                                                                | |
| 9 | | 二之湯智                                                                                                  | 第1次岸田内閣                                                                                             | 第1次岸田内閣                                                                                             | 2021年10月4日                                                                                             | 2021年11月10日                                                                                            | 自由民主党                                                                                                | |
| 10 | 第2次岸田内閣                                                                                             | 第2次岸田内閣                                                                                             | 2021年11月10日                                                                                            | 2022年8月10日                                                                                             | 再任 | | 自由民主党                                                                                                | |
| 11 | | 谷公一 | | 第1次改造内閣                                                                                             | 2022年8月10日                                                                                             | 2023年9月13日                                                                                             | 自由民主党                                                                                                | |
| 12 | | 松村祥史                                                                                                  | 第2次改造内閣                                                                                             | 2023年9月13日                                                                                             | 2024年10月1日                                                                                             | | 自由民主党                                                                                                | |
| 13 | | 坂井学 | 第1次石破内閣                                                                                             | 第1次石破内閣                                                                                             | 2024年10月1日                                                                                             | 2024年11月11日                                                                                            | 自由民主党                                                                                                | |
| 14 | 第2次石破内閣                                                                                             | 第2次石破内閣                                                                                             | 2024年11月11日                                                                                            | 現職 | 再任 | | 自由民主党                                                                                                | |

- 副本部長は複数人が就任するため、通常は代数の表記は行わない。複数の内閣で連続して副本部長を務めた場合は、主任の大臣同様に辞令のあるものは再任、辞令のないものは留任として記載した。辞令のある再任は就任日を記載し、辞令のない留任は就任日を記載しない。
- 党派については、就任時、または、内閣発足時に所属していた政党名を記載した。
- 海洋基本法に基づく「海洋政策担当大臣」の呼称は2007年7月20日からであるが、冬柴鐵三に対する「海洋に関する施策を集中的かつ総合的に推進するため企画立案及び行政各部の所管する事務の調整担当」の辞令そのものは法施行前の7月3日に発令されている。
- 麻生内閣、鳩山由紀夫内閣、菅直人内閣では、「海洋に関する施策を集中的かつ総合的に推進するため企画立案及び行政各部の所管する事務の調整担当」の辞令が発令されなかった。総合海洋政策本部の副本部長には、内閣官房長官と「内閣総理大臣の命を受けて、海洋に関する施策の集中的かつ総合的な推進に関し内閣総理大臣を助けることをその職務とする国務大臣」が就くよう定められているが、麻生内閣、鳩山由紀夫内閣、菅直人内閣では国土交通大臣が宛てられていた。
- 第2次安倍内閣では「海洋及び領土問題に関する施策を集中的かつ総合的に推進するため企画立案及び行政各部の所管する事務の調整担当」の辞令が発令された。
- 麻生内閣では、中山成彬が国土交通大臣を辞任し、金子一義が国土交通大臣に任命されるまでの間、河村建夫が国土交通大臣臨時代理を務めた。河村は2008年9月28日に指定され、2008年9月29日に免じられたが、あくまで国土交通大臣としての臨時代理であるため、本表からは割愛した。
- 第2次安倍改造内閣の小川惠里子は、通名の「山谷えり子」名義で政治活動を行うことが多いが、公権力の行使をともなう国務大臣としての職務は必ず本名の「小川惠里子」名義を用いるため、本表では本名を記載している。
- 第3次安倍第2次改造内閣では総合海洋政策本部の事務局を内閣官房から内閣府へ移行したため、「海洋政策担当大臣」を国務大臣の所管事項から正式な特命担当大臣とした[4][5]。

## 最新の重点戦略
「海洋開発等重点戦略」（令和6年4月26日総合海洋政策本部決定）に基づき、海洋分野における新技術の社会実装や産業化・国際展開の加速を図る取組が推進されている。
当該戦略は、国益の観点から省庁横断で取り組むべき重要ミッションを対象としており、安全保障・経済安全保障の強化、経済成長への貢献、社会的課題の解決を通じて海洋立国の実現を目指すものである。